# Oded Kattash
Oded Kattash  (hebräisch עודד קטש; * 10. Oktober 1974 in Ramat Gan) ist ein israelischer Basketballtrainer und ehemaliger -spieler. Er verfügt auch über die Staatsbürgerschaft Frankreichs.

## Spielerkarriere

### Vereinskarriere
Seine Profikarriere begann Kattash, der auf der Position des Point Guard spielte, 1992 bei Maccabi Ironi Ramat Gan. Nach einer Spielzeit wechselte er zu Hapoel Galil Elyon im obergaliläischen Kfar Blum. Nach zwei weiteren Spielzeiten wechselte er zum dominierenden israelischen Verein Maccabi Tel Aviv, mit dem er drei Meisterschaften und einen Pokalsieg errang. 1998 wechselte Kattash zum griechischen Spitzenverein Panathinaikos Athen. Mit den Griechen gewann er zwei Meisterschaften in Folge und verzeichnete 2000, neben Spielern wie Fragiskos Alvertis, Dejan Bodiroga, Željko Rebrača, oder Michael Koch, mit dem Europapokal der Landesmeister den bedeutendsten Erfolg seiner Karriere. Nach einer schweren Knieverletzung musste Kattash 2001 seine Spielerlaufbahn im Alter von nur 27 Jahren beenden.

### Nationalmannschaft
Für die israelischen Nationalmannschaft war Kattash von 1993 bis 1999 im Einsatz. Während dieses Zeitraums nahm er an der Europameisterschaft 1997 teil.

### Erfolge als Spieler
- Israelischer Meister: 1996, 1997, 1998
- Griechischer Meister: 1999, 2000
- Israelischer Pokalsieger: 1998
- Europapokal der Landesmeister: 2000

## Trainerkarriere
Kattashs erste Station als Trainer war Hapoel Gilboa Galil Elyon, das er zu Beginn der Saison 2004/2005 übernahm und drei Jahre betreute. 2007 wurde er von Maccabi Tel Aviv unter Vertrag genommen und debütierte mit dem mehrfachen Europaliga-Sieger in der EuroLeague. Nach durchwachsenen Leistungen in der israelischen Meisterschaft und in der Euroleague wurde er am 1. Januar 2008 entlassen. Zur folgenden Saison wurde Kattash dann wieder Trainer von Hapoel Galil Elyon, das mit Hapoel Gilboa fusionierte und in die Gan Ner Sports Hall umzog. In der zweiten Saison schlug man 2010 Serienmeister Maccabi Tel Aviv im Meisterschaftsfinale und gewann die Meisterschaft. Anschließend wechselte Kattash zu Hapoel Jerusalem und übernahm ebenfalls das Amt des Assistenztrainers bei der israelischen Nationalmannschaft. 2012 beendete er nach zwei Spielzeiten ohne nennenswerte Erfolge sein Engagement beim Jerusalemer Verein und wechselte zum Erstliga-Rückkehrer Hapoel Eilat. Die Zusammenarbeit endete im Sommer 2014.
Im Juni 2014 stattete ihn Hapoel Tel Aviv mit einem Dreijahresvertrag aus. Anfang November 2015 wurde er nach drei Niederlagen in Folge entlassen. Kattash kehrte zu Hapoel Eilat zurück. Dort dauerte seine zweite Amtszeit bis Sommer 2017 an. Als Cheftrainer der israelischen U20-Nationalmannschaft führte er die Auswahl 2017 zur Silbermedaille bei der Europameisterschaft dieser Altersklasse. Im Oktober 2017 wurde er israelischer Nationaltrainer und als solcher für die Herrennationalmannschaft des Landes zuständig.
Ab Februar 2018 betreute er wieder Hapoel Jerusalem als Cheftrainer, gewann mit der Mannschaft zweimal den israelischen Pokalwettbewerb. Kattash verließ Hapoel Mitte Januar 2021, um erstmals eine Trainerstelle im Ausland anzunehmen und ging zu Panathinaikos Athen. Im Juni 2021 kam es zur Trennung. Er hatte die Mannschaft zum Gewinn des griechischen Meistertitels und des Pokalwettbewerbs geführt, die Leistungen in der Euroleague blieben aber hinter den Erwartungen zurück.
Im Juni 2022 wurde er in zweiter Amtszeit Cheftrainer von Maccabi Tel Aviv. Er führte die Mannschaft 2024 zum Gewinn des israelischen Meistertitels.

### Erfolge als Trainer
- Israelischer Meister: 2010, 2024
- Israelischer Pokalsieger: 2025
- Silbermedaille U20-EM 2017
- Israelischer Pokalsieger 2019, 2020
- Griechischer Meister 2021
- Griechischer Pokalsieger 2021